# فدریکو گاتونی
فدریکو گاتونی (انگلیسی: Federico Gattoni؛ زادهٔ ۱۶ فوریهٔ ۱۹۹۹) بازیکن فوتبال اهل آرژانتین است.
از باشگاه‌هایی که در آن بازی کرده‌است می‌توان به باشگاه ورزشی سن لورنسو آلماگرو اشاره کرد.
وی همچنین در تیم ملی فوتبال زیر ۱۸ سال آرژانتین بازی کرده‌است.